# Humberto Primo
Humberto I o Humberto Primo, fino al 1935 con il nome ufficiale di Nueva Roma, è una cittadina di 5.544 abitanti nella Provincia di Santa Fe, nel Dipartimento di Castellanos, nella Repubblica federale dell'Argentina.
Nel 1887,il 59% della popolazione risultava di etnia italiana.
Essa è situata ad un'altezza di 77 metri sopra il livello del mare.
Humberto 1º dista circa 135 chilometri da Santa Fe e circa 20 chilometri da Ataliva. confina
a nord con Virginia e Colonia Mauà, al sud con Ataliva e Galisteo, ad est con Soutomayor e all'Ovest con Colonia Raquel

## Gemellaggio
Dal 1997 è gemellata con:
- Faule, Provincia di Cuneo, Piemonte, Italia

## Amministrazione
Il sindaco di Humberto Primo è Julio Cordoba

## Società

### Festa provinciale della Bagna Càuda
Ogni anno, intorno alla seconda settimana di luglio ad Humberto Primo si tiene la Festa provinciale della Bagna Càuda, un tipico piatto piemontese, in ricordo dell'arrivo in Argentina nel 1890 di molti immigrati dal Piemonte.

## Origine del nome del comune
Il nome del comune trae origine da Umberto I di Savoia re d'Italia.
Il nome originario del comune fu Umberto Primo, che in spagnolo divenne Humberto Primero. Entrambi i nomi vengono utilizzati: Humberto Primero in spagnolo e Humberto Primo in italiano, nome ufficiale del comune.

## Santa Patrona
La patrona di Humberto Primo è Santa Margarita.